# Terujoši Ito
Terujoši Ito (japonsko 伊東 輝悦), japonski nogometaš, *31. avgust 1974.
Za japonsko reprezentanco je odigral 27 uradnih tekem.